# 阿尔宾·斯滕罗斯
奥斯卡·阿尔比努斯·“阿尔宾”·斯滕罗斯（瑞典語：Oskar Albinus "Albin" Stenroos，1889年2月25日—1971年4月30日），芬兰男子马拉松运动员。他曾获得1924年夏季奥运会男子马拉松比赛冠军、1912年夏季奥运会男子团体越野亚军和男子10000米季军。